# Leon Vlemmings
Leon Vlemmings (Gemert, 3 april 1970) is een Nederlands voetbaltrainer. Nadat hij in 1992 werd afgekeurd voor het betaald voetbal, begon hij een carrière als voetbalcoach.

## Loopbaan als voetballer
De carrière van Vlemmings als profvoetballer was van korte duur. Hij heeft als middenvelder gespeeld bij FC Wageningen, Helmond Sport en FC Den Bosch. Tussendoor kwam hij nog twee seizoenen uit voor VV Gemert uit zijn geboortedorp, die uitkwam in de Eerste klasse, destijds het vierde niveau van de KNVB. Bij FC Den Bosch werd hij afgekeurd voor betaald voetbal. Op 22-jarige leeftijd besloot hij zich te richten op het trainersvak.
| Seizoen | Club          | Land      | Competitie     | Wed. | Goals |
| ------- | ------------- | --------- | -------------- | ---- | ----- |
| 1987/88 | Helmond Sport | Nederland | Eerste divisie | 9    | 0     |
| 1988/89 | VV Gemert     | Nederland | Eerste klasse  | -    | -     |
| 1989/90 | VV Gemert     | Nederland | Eerste klasse  | -    | -     |
| 1990/91 | FC Wageningen | Nederland | Eerste divisie | 34   | 2     |
| 1991/92 | FC Wageningen | Nederland | Eerste divisie | 27   | 1     |
| 1992/93 | FC Den Bosch  | Nederland | Eredivisie     | 2    | 0     |
|         |               |           | Totaal         | 72   | 3     |

## Loopbaan als trainer

### PSV en FC Eindhoven
Vlemmings werkte negen jaar lang in de jeugdopleiding van PSV alvorens hij medio 2000 de overstap naar FC Eindhoven maakte. Hij was daar 1 seizoen assistent-trainer om vervolgens vier jaar als hoofdcoach te fungeren bij de Brabantse club.

### NAC Breda
Vervolgens was Vlemmings een tijd actief als assistent-trainer van het Nederlands voetbalelftal onder 19 jaar. Voor aanvang van het seizoen 2006/07 tekende hij een contract bij NAC Breda om daar aan de slag te gaan als assistent van Ernie Brandts. Beide trainers kenden elkaar nog, omdat ze in het verleden samen hebben gewerkt in ondersteunende functies bij PSV. Op 18 december 2007 verlengde Vlemmings zijn contract tot medio 2013, maar enkele maanden later zou hij overstappen naar Feyenoord.

### Feyenoord
Op 1 juli 2008 trad Vlemmings in dienst bij Feyenoord als assistent van trainer Gertjan Verbeek. Vanaf 14 januari 2009 was hij interim-trainer bij Feyenoord. Diezelfde dag werd bekend dat hoofdtrainer Gertjan Verbeek ontslag had genomen. Het hierop volgende seizoen werd Vlemmings wederom assistent-coach, ditmaal van Mario Been. Na het opstappen van Been, in de voorbereiding van het seizoen 2011-2012 was Vlemmings korte tijd, interim-trainer bij Feyenoord. Op 21 juli na de presentatie van Ronald Koeman als hoofdcoach van Feyenoord, maakte de club bekend dat het contract van Vlemmings per direct zou worden ontbonden. Met dit ontslag stelde Vlemmings zich solidair met Been.

### AEK Larnaca
In december 2011 tekende Vlemmings een contract tot het einde van het seizoen bij AEK Larnaca op Cyprus als opvolger van Ton Caanen.

### Excelsior
Op 3 mei 2012 werd bekend dat Vlemmings in de zomerstop John Lammers zou opvolgen bij Excelsior. Hij tekende een contract voor twee jaar. Na 1 seizoen besloten de club en de trainer, ondanks een doorlopend contract, uit elkaar te gaan. Hij werd opgevolgd door Jon Dahl Tomasson.

### Roda JC Kerkrade
Op 30 augustus 2013 werd Vlemmings aangesteld als technisch manager van Roda JC. Hij tekende er een vijfjarig contract, maar diende op 26 mei 2014 zijn ontslag in. Nadat Roda JC uit de eredivisie degradeerde en daarop Jon Dahl Tomasson ontsloeg als hoofdtrainer, zag Vlemmings "geen heil in een verdere samenwerking", verklaarde hij.

### KNVB
Vlemmings is sinds 2000 mede-eigenaar van een organisatieadviesbureau. In opdracht van de KNVB vernieuwde hij de opleiding UEFA PRO (Cursus Coach Betaald Voetbal).

### Go Ahead Eagles
Op 8 mei 2017 werd bekend dat Vlemmings met ingang van het seizoen 2017/18 bij het de dag daarvoor uit de Eredivisie gedegradeerde Go Ahead Eagles aan de slag ging maar werd al ontslagen op 4 december 2017. Vlemmings was de 6e trainer voor Go Ahead Eagles in 3 jaar.

### Statistieken
| seizoen   | club                | competitie                  | functie                                                                 | klassering |
| --------- | ------------------- | --------------------------- | ----------------------------------------------------------------------- | ---------- |
| 1991–2000 | PSV                 | jeugdcompetities            | jeugdtrainer                                                            | n.v.t.     |
| 2000/01   | FC Eindhoven        | Eerste divisie              | assistent-trainer                                                       | 9e         |
| 2001/02   | FC Eindhoven        | Eerste divisie              | trainer                                                                 | 17e        |
| 2002/03   | FC Eindhoven        | Eerste divisie              | trainer                                                                 | 10e        |
| 2003/04   | FC Eindhoven        | Eerste divisie              | trainer                                                                 | 16e        |
| 2004/05   | FC Eindhoven        | Eerste divisie              | trainer                                                                 | 15e        |
| 2005/06   | Nederland onder 19  | n.v.t.                      | assistent                                                               | n.v.t.     |
| 2006/07   | NAC Breda           | Eredivisie                  | assistent                                                               | 12e        |
| 2007/08   | NAC Breda           | Eredivisie                  | assistent                                                               | 3de        |
| 2008/09   | Feyenoord           | Eredivisie                  | assistent - interim-coach (per 14/01/2009)                              | 7e         |
| 2009–2011 | Feyenoord           | Eredivisie                  | assistent - coach (per 2008)                                            | 4e         |
| 2011/12   | Feyenoord           | Eredivisie                  | assistent - interim-coach eerder vertrokken gelijk met coach Mario Been | n.v.t.     |
| 2011/12   | AEK Larnaca         | Cypriotische eerste divisie | coach                                                                   | 5e         |
| 2012/13   | Excelsior Rotterdam | Eerste divisie              | coach                                                                   | 15e        |
| 2013/14   | Roda JC Kerkrade    | Eredivisie                  | technisch manager                                                       | 18e        |
| 2017/18   | Go Ahead Eagles     | Eerste divisie              | coach                                                                   | 17e        |